# Prodontocharax
Prodontocharax es un género de peces de la familia Characidae en el orden de los Characiformes. Es propia de cuencas fluviales tropicales de Sudamérica.

## Especies
Se reconocen cuatro especies dentro de este género:
- Prodontocharax alleni J. E. Böhlke, 1953
- Prodontocharax howesi (Fowler, 1940)
- Prodontocharax melanotus N. E. Pearson, 1924